# 117614 Hannahmclain
117614 Hannahmclain este o planetă minoră (asteroid) din centura de asteroizi. A fost descoperită pe 8 martie 2005 la Mount Lemmon⁠(d) de Mount Lemmon Survey⁠(d). 
Obiectul prezintă o orbită caracterizată de o semiaxă mare de 2,9582818389665 UAi, o excentricitate de 0,02, o înclinație de 5,5 ° în raport cu ecliptica.